# Casole d’Elsa

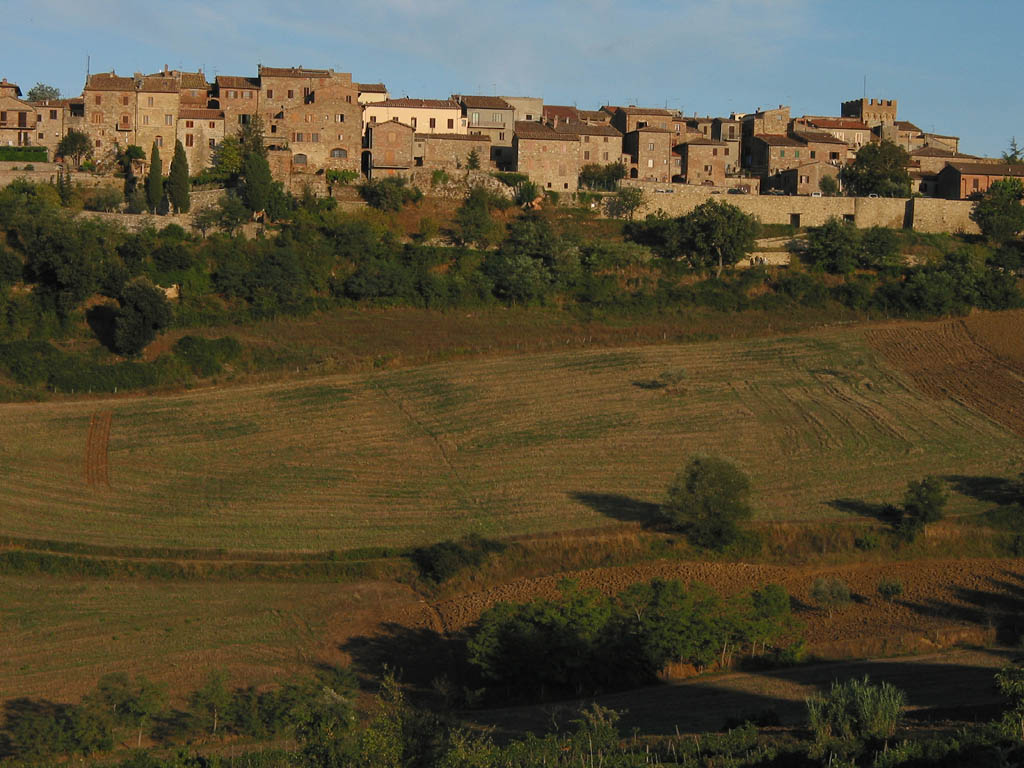
Widok na miejscowość

Casole d’Elsa – miejscowość i gmina we Włoszech, w regionie Toskania, w prowincji Siena.
Według danych na rok 2004 gminę zamieszkiwały 2924 osoby, 19,8 os./km².